# Gazzetta
Nella storia del giornalismo si dice gazzetta una pubblicazione di notizie a stampa destinata al pubblico tra il XVII e il XVIII secolo. Il nome ebbe notevole fortuna finché non fu sostituito da giornale, mantenendosi in vita solo come nome proprio di alcune testate.

## I fogli di notizie manoscritti
I fogli di notizie manoscritti furono una delle prime esperienze di carattere giornalistico. La loro origine è remota. Nel Medioevo circolavano in Europa, tra banchieri e commercianti, gli Avvisi, una sorta di bollettini scritti a mano contenenti offerte di compravendita, prezzi delle merci, date delle fiere e simili. A partire dagli ultimi anni del XV secolo apparvero i primi avvisi a stampa, che trattavano solitamente un solo argomento, di carattere generale o locale. Venivano venduti dalle stesse stamperie che li producevano, ma anche nelle botteghe dei librai e nelle strade (dai venditori ambulanti). Non avevano periodicità regolare: venivano stampati quando si erano accumulati contenuti sufficienti per comporre 4 o 8 pagine e contenevano numerose illustrazioni. Non possono essere considerati gli antenati dei giornali in quanto mancava loro il requisito fondamentale della periodicità, ma inaugurarono una stagione di fogli stampati a carattere pubblico, diversamente da quanto avveniva nelle comunicazioni private, con gli avvisi tra commercianti.
Nel 1536 il governo della Repubblica di Venezia decise di diffondere un foglio di avvisi con notizie ufficiali sull'andamento della crisi con l'impero turco. Tali "fogli avvisi" (manoscritti di piccolo formato di 4-8 pagine) vennero venduti settimanalmente a due soldi. Dal momento che la moneta da due soldi si chiamava in veneto gaxeta, i fogli assunsero il nome di tale moneta, italianizzato poi in gazzetta. Successivamente, il termine passò a indicare qualsiasi giornale periodico recante le notizie che meritassero di essere conosciute dagli abitanti di una città (e del territorio che gravitava su di essa): dalle relazioni tra gli Stati, alle notizie riguardanti la corte, ai corsi delle valute estere.
Queste raccolte di notizie conobbero un grande sviluppo nei due secoli successivi. In Germania la banca dei Fugger pubblicò un giornale manoscritto contenente notizie politiche e commerciali. In Inghilterra i fogli di notizie circolavano all'interno di ciascuna contea; descrivevano l'attività della Corte, che veniva divulgata e commentata liberamente. Essi sopravvissero anche 50 anni dopo l'avvento del giornale stampato.

### Il XVII secolo
Durante le guerre che insanguinarono l'Europa nel XVII secolo (su tutte, la Guerra dei Trent'anni), i fogli di notizie furono utilizzati come veri e propri strumenti di propaganda nelle mani delle parti in causa. Spesso i loro autori, a vari governi che li stipendiavano per tale segreto servizio di informazioni, inviavano fogli manoscritti riservati contenenti notizie più importanti e preziose. 
In Francia, dove la lettura dei fogli di notizie era diventata uno dei passatempi preferiti della Corte reale, ciascuna famiglia nobile aveva un gazzettiere (o novellista) a libro paga, incaricato di segnalare tutti gli scandali e tutte le avventure piccanti che accadevano in città. Ad esempio, il cardinale Giulio Mazzarino pagava dieci franchi al mese un estensore di nome Portal affinché «gli fornisse notizie fresche ogni settimana». Essendo un lavoro non regolato dalla legge, per un gazzettiere era essenziale ottenere la protezione, o almeno la benevolenza, delle autorità. I gazzettieri erano anche esposti alle ritorsioni delle persone che prendevano di mira, che talvolta non esitavano a vendicarsi personalmente per essere stati messi alla berlina.

### Il XVIII secolo
I fogli di notizie conobbero una nuova stagione di popolarità durante le dispute religiose e teologiche nel XVIII secolo. In Francia le «Nouvelles ecclésiastiques» svolsero un ruolo importante nella lotta dei giansenisti contro i gesuiti. Manoscritte fino al 1728, furono poi stampate clandestinamente, incorrendo più volte nella condanna del Parlamento. Durante il regno di Luigi XV si ebbe l'esempio più riuscito di gazzetta manoscritta, le «Mémoires secrets pour servir à l'histoire de la République des Lettres» di Louis Petit de Bachaumont (1690-1771), foglio satirico e clandestino che godette di una solida reputazione per lungo tempo.
Il Settecento vide anche l'ascesa delle gazzette a stampa, che raggiunsero in questo secolo un ampio livello di diffusione. Le gazzette scritte a mano scomparvero gradualmente.

### La produzione delle notizie
Tutte le pubblicazioni erano anonime; gli estensori potevano incorrere in qualsiasi momento nel sequestro da parte dell'autorità giudiziaria. Nonostante ciò i fogli di notizie ebbero una larga diffusione.
A Parigi, i gazzettieri di professione avevano creato una rete di raccolta delle notizie che copriva tutti i luoghi “sensibili” della capitale: i Giardini del Lussemburgo, la sala del palazzo, il Giardino delle Tuileries, il giardino del Palazzo Reale, ecc.
Dapprima le notizie venivano raccolte e lavorate, poi venivano vendute ai clienti (le famiglie nobili e, in generale, le persone facoltose). Nel tempo i rapporti divennero consolidati assumendo le caratteristiche di una normale relazione tra cliente e fornitore. I gazzettieri più organizzati avevano alle proprie dipendenze dei copisti che s'incaricavano di moltiplicare le gazzette per i numerosi clienti. Alcuni avevano anche dei corrispondenti dai villaggi. Nei principali Paesi europei i fogli di notizie giunsero ad avere un elevato numero di abbonati.
Sulla pagina, gli articoli apparivano senza titolo ed erano ordinati semplicemente in base alla data, a dimostrazione che il modello cui facevano riferimento era quello della lettera. Il numero delle pagine era stabile (otto, con i suoi multipli e sottomultipli); un abile gazzettiere era in grado di spuntare un prezzo più alto nel caso in cui le pagine fossero più di otto. Gli argomenti trattati erano i più diversi: trattati e paci fra stati, incidenti diplomatici, epiche e vittoriose battaglie, gloriose gesta di condottieri, congiure e rivolte, passaggi di truppe, fughe rocambolesche, successioni e altre vicende dinastiche, catture ed esecuzioni di malfattori, guerre e persecuzioni contro gli eretici, prodigi e stregonerie, nascite di «mostri», condanne al rogo, processi di vasta risonanza, saccheggi e stragi compiute dai saraceni, venefici, malattie di papi e sovrani, assedi di città importanti.
Dal punto di vista dello stile di scrittura prevaleva la forma epistolare. Tra le pagine interne vi era però la possibilità di trovare articoli scritti con altri stili: quello polemico del pamphlet o quello satirico.
Con l'avvento delle gazzette a stampa (rigorosamente controllate dalla pubblica autorità, che rilasciava il “privilegio di stampa”) i fogli di notizie non scomparvero, anzi continuarono a sopravvivere per svariati decenni. A differenza delle gazzette a stampa, che erano costrette ad utilizzare un linguaggio molto controllato e “paludato”, i fogli di notizie avevano un ritmo più brillante e un linguaggio più aperto.

## Nascita e diffusione delle gazzette a stampa

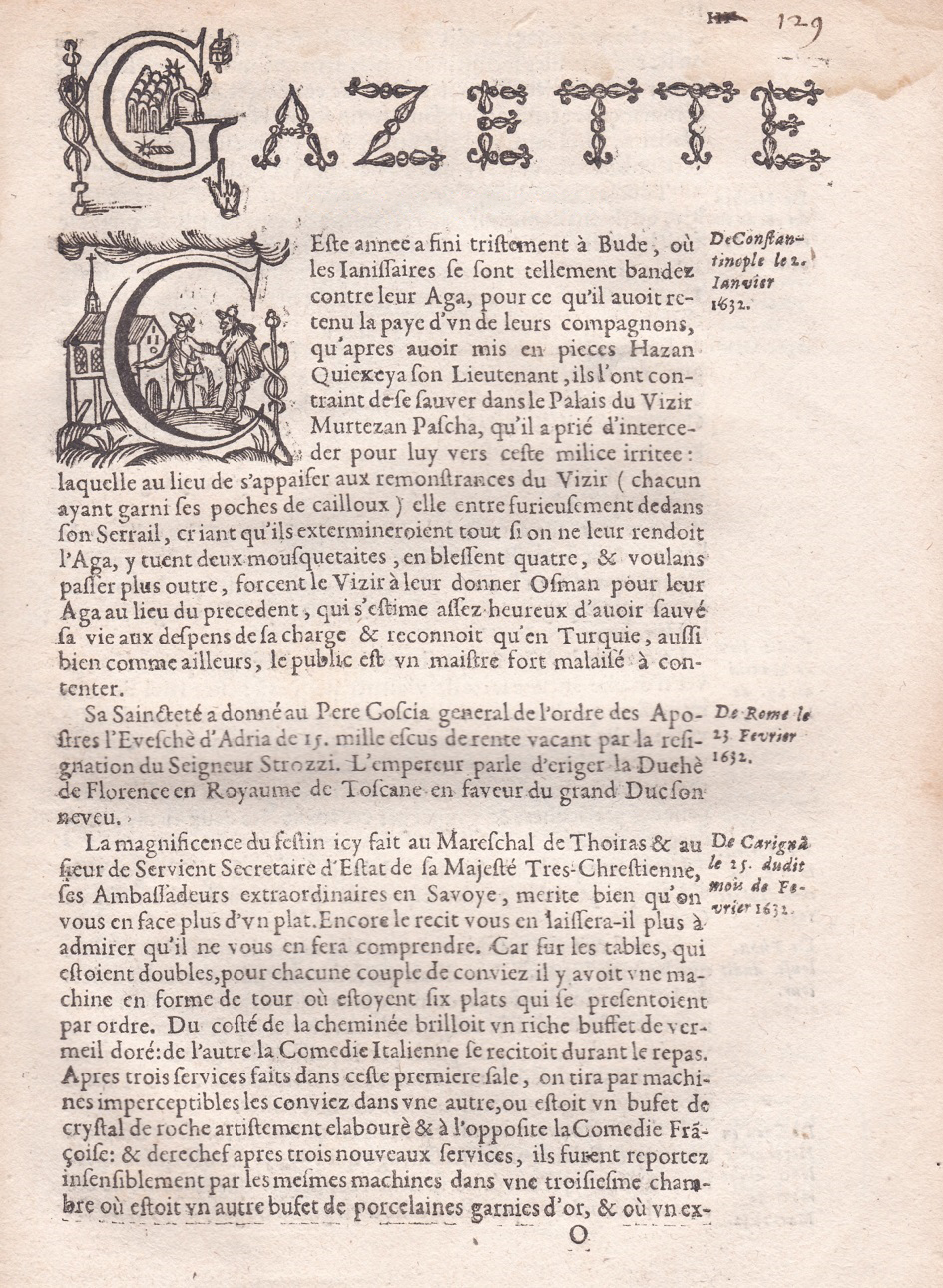
La prima gazzetta stampata in Francia (1632).

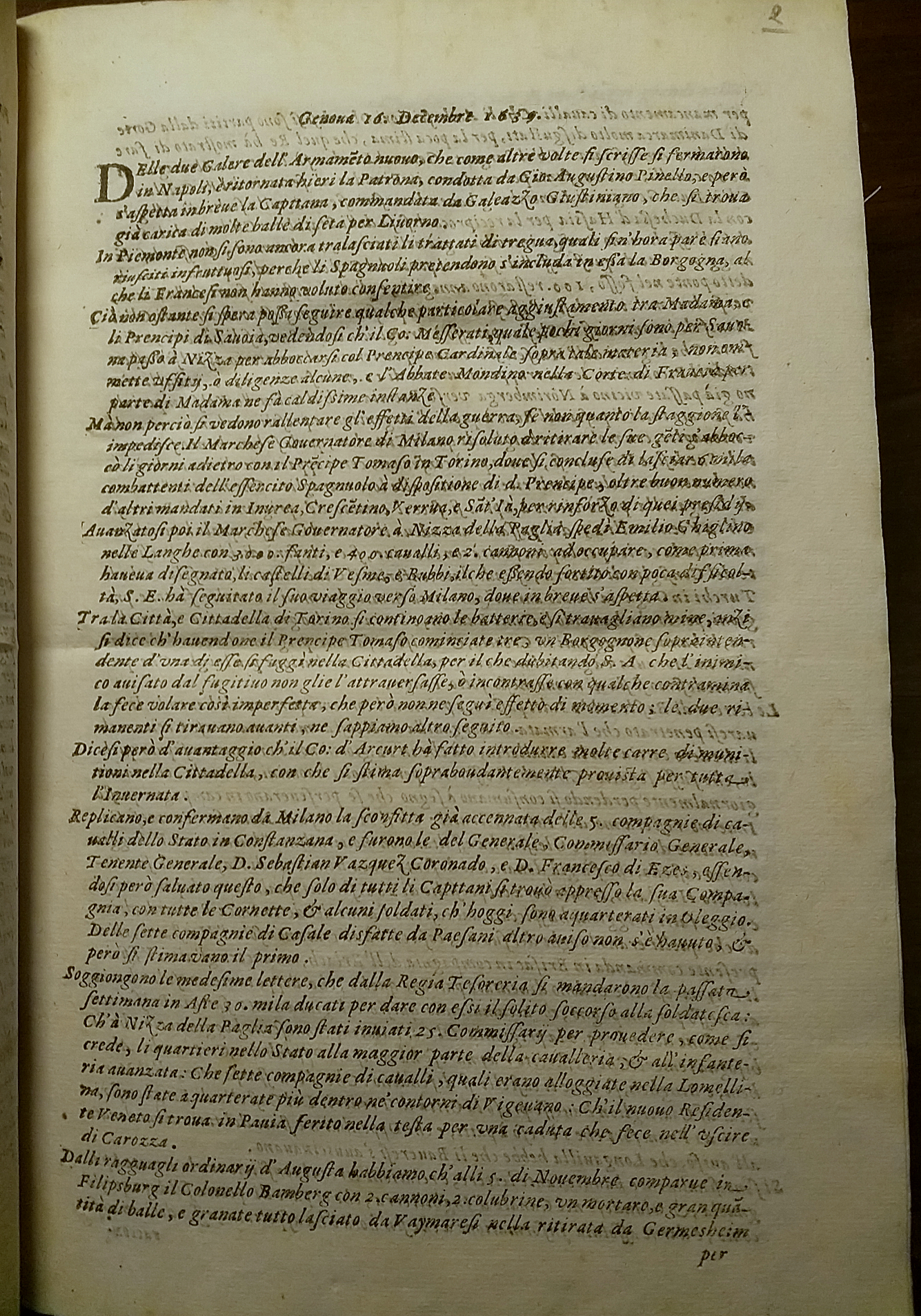
Genova, una delle prime gazzette apparse in Italia (1639).

A partire dal 1588 l'erudito austriaco Michel Eyzinger stampò a Colonia, in Germania,  la Postrema Relatio Historica, una pubblicazione a cadenza semestrale che raccoglieva gli avvenimenti più importanti del periodo appena trascorso. Su questo modello, sempre nella città tedesca, uscì a partire dal 1594 il Mercurius Gallobelgicus, che presentava notizie di tipo politico-istituzionale e poteva contare fino a 100 pagine.
Le prime gazzette a stampa coabitarono a lungo con avvisi e fogli di notizie manoscritti, diffondendosi dapprima nelle città dell'Europa centrale (Anversa, Strasburgo), per poi diramarsi, nell'arco del XVII secolo, nel resto del continente (Vienna, Londra).
L'esperienza della gaxeta fu circoscritta alla Venezia del XVI secolo e alla forma manoscritta. Per vedere sul suolo italiano una gazzetta stampata si dovette attendere il secolo successivo. Nel 1636 il granduca di Toscana, Ferdinando II, concesse a Lorenzo Landi e Amatore Massi il privilegio di stampare una gazzetta a Firenze. Seguirono Milano l'anno seguente e Genova nel 1639.
Le prime gazzette a stampa non recavano titolo, uscivano con periodicità settimanale o quindicinale ed erano composte da 4 pagine in formato 15 x 23 cm (corrispondenti al formato in ottavo). Presentavano un minuto notiziario locale, accompagnato talvolta da notizie riguardanti la casa regnante. L'approvvigionamento delle notizie dai quattro angoli di una nazione era molto lento: tra l'evento e la rispettiva comparsa della notizia scritta potevano passare anche venti giorni. In tutta Europa l'attività giornalistica e di stampa era sottoposta al regime di esclusiva concesso dal monarca (di qui la definizione di "gazzetta privilegiata"), che limitava non di poco la libertà degli stampatori. In tutta Europa era obbligatorio, infatti, stampare giornali solo nelle tipografie autorizzate. Di solito il numero delle tipografie era estremamente basso (solo una-due per città), in modo da stringere maggiormente il controllo sui giornali. Inoltre i compilatori dovevano fare i conti con la censura preventiva.
In Svizzera è documentato il Rorschacher Monatsschrift, un periodico composto da 6 a 12 pagine, il cui contenuto rimane essenzialmente legato ad un riassunto degli avvenimenti più importanti del mese. Per stampare il periodico, lo stampatore Leonard Strauss si avvale dell'aiuto di Samuel Dilbaum, che raccoglie e compila le varie notizie.
Il mestiere di giornalista inizia ad acquisire una sua autonomia. Nel 1609 compare nei pressi di Augusta (Germania) il primo periodico settimanale, l'Avisa Relation oder Zeitung.
Nei Paesi Bassi i fogli d'informazione furono conosciuti con due denominazioni diverse: «courante» e «gazette» (oggi gazet). Entrambi sono prestiti linguistici. L'origine di gazet è nota. «Courante» viene dal francese courant, che significa "corrente", "in esecuzione". Gli ebrei di origine iberica, che avevano fatto di Amsterdam la loro principale sede editoriale, modificarono il termine in coranto. Da esso è derivato krant, la parola olandese per dire "giornale". La prima gazzetta a stampa apparsa in Olanda portò il nome Courante nella testata: «Courante uyt Italien, Duytslandt, &c.» ed apparve nel 1618. Il primo giornale con il nome Gazette apparve invece ad Anversa nel 1635: la «Gazette van Antwerpen». Grazie alla potente rete commerciale olandese i coranti si diffusero velocemente in tutta Europa. Sull'esempio olandese, nel 1625 nacque in Inghilterra il settimanale Mercurius Britannicus.
Queste gazzette mostrano un insieme di caratteristiche sia arcaiche che moderne. Se viene ancora trascurata l'importanza del titolo, che rimane descrittivo e non di facile memorizzazione, l'ordine delle notizie risponde a un criterio d'importanza, a testimonianza di un primo tentativo di selezione e gerarchizzazione del materiale informativo. Nella seconda metà del secolo, le gazzette si ampliano: vengono raddoppiate le pagine e la periodicità diviene bisettimanale. Iniziano ad essere vendute nelle stesse stamperie che le producono, oppure nelle botteghe librarie. Pur avendo durata breve, la tiratura media si attesta sulle 200 copie, arrivando nei casi più fortunati fino al migliaio.

## Le gazzette dei secoli XVII e XVIII

### La figura del gazzettiere seicentesco
Mentre oggi i professionisti della scrittura giornalistica si definiscono "giornalista" e "cronista", nel Seicento-Settecento furono usate altre denominazioni. Alcune erano neutre:
- novellista (persona che si interessa a tutto ciò che c’è di nuovo e che rilancia e amplifica le notizie di cui è in possesso)[14]
- novellante (scrittore incaricato da mercanti, banchieri e diplomatici di procurare loro notizie, specialmente in forma di fogli avvisi)
- gazzettiere (scrittore di notizie pubblicate su gazzette)

Altre avevano una connotazione negativa:
- gazzettante: mentre il gazzettiere era puramente l'estensore di notizie pubblicate su una gazzetta, il termine “gazzettante” indicava colui che, per ragione di guadagno, era pronto a pubblicare qualsiasi cosa che eccitasse la curiosità del pubblico. La parola entrò nell'uso comune: quando si voleva accusare una persona di diffondere maldicenze, lo si apostrofava come gazzettante;
- fogliettante: scrittore di fogli avvisi, termine che per la sua desinenza in -ante è denigratorio;
- menante: autore di fogli manoscritti di notizie, che cedeva al miglior offerente. Termine usato soprattutto a Roma. Esisteva in molte città italiane il costume di affiggere nottetempo, in punti ben noti e frequentati, fogli contenenti maldicenze nei confronti dei personaggi più in vista. A Venezia venivano affissi alla statua del Gobbo di Rialto, mentre a Roma erano appesi al collo della statua di “Pasquino” (da cui il termine “pasquinata”)[15].

I resoconti dei menanti circolavano per mezzo della posta, un complesso sistema di corrieri e stazioni che da Roma si diramava verso le altre regioni d'Italia e d'Europa e sono ritenute le prime agenzie d'informazione. Roma nel XVI secolo era il centro postale più importante d'Italia e forse d'Europa. Tra i pochi novellieri romani di cui sono stati tramandati i nomi vi furono Guido Gualtieri, Giovanni Poli (il più affidabile del suo tempo: tra i suoi clienti vi era persino l'imperatore Filippo II), Orazio Renzi e Maurizio Cattaneo.
§ 29. Che nessuno ardisca o presuma scrivere, far scrivere o copiare o ritenere lettere d'avvisi e Gazzette o trasmettere a qualsivoglia persona, sotto alcun pretesto, senza licenza in scripti e di Sua Signoria Illustriss. sotto pena di tre tratti di corda e cento scudi, o della galera per sett'anni e altre pene contenute nella Bolla di Pio V fel. regn. la cui osservanza si riduce a memoria.
La professione di menante o gazzettante garantiva cospicui guadagni, giustificati dall'elevato interesse verso le notizie riservate e segrete (i loro fogli venivano chiamati “Avvisi segreti”), di cui non mancava mai la richiesta. I principali acquirenti erano duchi e principi, ma anche signorotti locali. Quando gli scrittori di avvisi, notata la predilezione dei lettori per le notizie piccanti e diffamatorie, cominciarono a speculare eccitando la curiosità con la maldicenza, principi, signorotti e cortigiani aumentarono l'offerta per garantirsi l'esclusiva nella propria città. I profitti dei menanti lievitarono ulteriormente.
La prima città ad emanare provvedimenti contro gli scrittori di avvisi fu Venezia. Nel 1567 il Consiglio dei Dieci vietò la diffusione di notizie scritte «di qualsivoglia sorte» sotto la pena di cinque anni di galera o dieci di bando dallo Stato. L'assenza di condanne definitive dimostra che le proibizioni si rivelarono inefficaci, ma è anche segno del fatto che il governo non aveva interesse ad aumentare la curiosità popolare attorno a uno scritto proprio per il fatto che questo veniva proibito. Nello stesso periodo apparvero i primi atti repressivi nello Stato Pontificio. Il 17 marzo 1572 Papa Pio V emanò la bolla Constitutio contra scribentes, exemplantes et dictantes monita, vulgo dicta “gli avvisi e ritorni”, che comminava pesanti sanzioni ai trasgressori (per la verità, non era punita la redazione e la diffusione degli avvisi in sé, ma il loro uso volto ad offendere o pregiudicare la buona reputazione «de' più qualificati cittadini»). Il successore Gregorio XIII, il 1º settembre dello stesso anno, firmò una bolla analoga, Contra famigeratores nuncupatos et menantes (prima citazione del termine in un documento ufficiale). La pubblicazione di Avvisi era definita “arte nuova”, “arte ritrovata da poco”. Gli Avvisi di notizie erano proibiti. I “menanti” erano puniti a pena di bollo (cioè una pesante tassa) e galera. Il Governatore dell'Urbe, chiamato ad applicare le bolle papali, poteva bandire (attraverso l'emissione di un “bando”) un novellante, precludendogli così la possibilità di diffondere notizie. Un bando del 1586 specificava che i calunniatori anonimi a mezzo stampa erano equiparati ai ladri e ai sicari, quindi erano passibili della pena di morte.. Un ulteriore provvedimento del 1602 impose l'ordine di sottoporre qualsiasi scrittura al permesso del Governatore di Roma Si conoscono i nomi di tre condannati a morte: Annibale Cappello, giustiziato il 14 novembre 1587, Bernardo Stitolari, giustiziato nel 1685, don Gaetano Volpini, giustiziato nel 1720.

A Genova, invece, lo Stato non ritenne opportuno proibire la redazione di fogli avvisi. Per questa ragione si ebbero, per diversi anni, due gazzette in concorrenza tra loro: quella di Michele Castelli, filo francese, e la gazzetta di Alessandro Botticella, vicina agli interessi della Spagna.
La pubblicazione di notizie indesiderate provocò la soppressione immediata di alcune gazzette: nel 1664 fu chiusa d'autorità quella di Rimini; a Torino la gazzetta venne soppressa nel giugno 1669; la stessa sorte accadde nel 1690 ai giornali militari stampati a Venezia. Anche nella tollerante Genova le gazzette furono soppresse nel 1682; il divieto venne tolto entro la fine dello stesso anno, ma solo per i fogli di notizie compilati da persone di fiducia del governo.

### Le prime gazzette a titolo
I contenuti delle gazzette erano vari: oltre alle notizie recenti, si menzionavano i libri più venduti, e che avevano portato fama ai loro autori; si parlava delle giostre, dei balli e, in generale, delle feste che si svolgevano nelle città importanti. Anche il teatro aveva il suo spazio. Inoltre, si indicavano gli andamenti delle epidemie, le disgrazie particolari e tutto ciò che viene indicato sotto la rubrica «fatti diversi» (faits divers in francese).
Francia
La Gazette, compilata dall'ex medico Théophraste Renaudot, inizia ad uscire a Parigi nel 1631 per volere del cardinale Richelieu. Presenta inizialmente 4 pagine in piccolo formato e la tiratura non arriva alle mille copie. In seguito, grazie a supplementi dedicati ad eventi particolari e all'inserimento di piccoli annunci pubblicitari, le copie vendute aumentano sensibilmente, consentendo al compilatore di abbassare il prezzo di vendita. In quarant'anni la Gazette raggiunge la cifra record di dodicimila abbonati.
Bisognerà invece attendere il 1777 per vedere la nascita del primo quotidiano francese, il Journal de Paris.
Germania
La Germania è invece la patria del primo quotidiano della storia, Notizie fresche degli affari della guerra e del mondo, più tardi Leipziger Zeitung, che esce a Lipsia nel 1660.
Inghilterra
In seguito all'abolizione nel 1695 della legge sul privilegio di stampa (Licensing Act), ottenuta soprattutto grazie alle rivendicazioni di stampatori e compilatori sulla libertà di espressione, comincerà le sue pubblicazioni a Londra nel 1702 il primo quotidiano moderno della storia, il Daily Courant, che uscirà per 33 anni consecutivi.

L'altro principale quotidiano dell'epoca, il Daily Post, è invece del 1719. Sulle sue pagine compariranno a puntate numerosi romanzi di grandi scrittori quali Jonathan Swift e Daniel Defoe; quest'ultimo apre la lunga serie dei feuilletons con Robinson Crusoe.
Italia
Nei primi anni del XVIII secolo si amplia il numero delle gazzette privilegiate, che iniziano a uscire a Torino, Bologna, Messina, Mantova, Parma, Modena e Rimini, oltre alle città già avanzate dal punto di vista della stampa come Venezia, Roma e Genova.

Tra le gazzette più antiche nate in Italia, sono pervenute fino a noi copie de Il Sincero di Genova, dei Successi del mondo di Torino (le quali pubblicazioni dureranno circa trent'anni), del Bologna (annate scomplete dal 1645 al 1660, complete dall'anno successivo), della Gazzetta di Brescia, pubblicata tra il 1771 e il 1774, e della Gazzetta di Mantova (raccolta completa dal 1689).

### Differenza tra gazzette e giornali
Nell'Europa del Settecento, le pubblicazioni periodiche a stampa si dividevano in due tipi: gazzette e giornali. A differenza delle gazzette, i giornali:
- avevano periodicità settimanale, quindicinale, mensile e oltre (mai quotidiana);
- erano tematici: giornale letterario, giornale scientifico, ecc.;
- gli articoli non erano scritti in forma di notizia, ma come recensioni o estratti delle novità librarie. I giornali scientifici, poi, contenevano veri e propri saggi (descrizione di esperimenti, ecc.).

Nei secoli seguenti si è assistito ad uno slittamento semantico: il termine gazzetta ha perso prestigio, per cui il giornale ha occupato il suo spazio. Oggi, ad esempio, si dice "giornale quotidiano", non più "gazzetta".